# Албер Камил Витал
Абер Камил Витал (на френски: Albert-Camille Vital) е полковник и строителен инженер, министър-председател на Мадагаскар от 20 декември 2009 г.

## Биография

#### Ранен живот и образование
Абер Витал е роден на 18 юли 1952 г. в град Толиар, Мадагаскар. Образованието си получава във военното училище в Мадагаскар, след това учи във Висшето военно училище в Париж. Не е участвал активно в държавния преврат през март 2009 г.

#### Политическа кариера
На 20 декември 2009 г. президентът Андри Ражоелина го назначава за министър-председател на страната.
През последните 11 години има собствена охранителна компания и е председател на търговско-промишлената камара в Мадагаскар.

## Семейство
Абер Витал е женен и има 5 деца. 